# Liu Jue

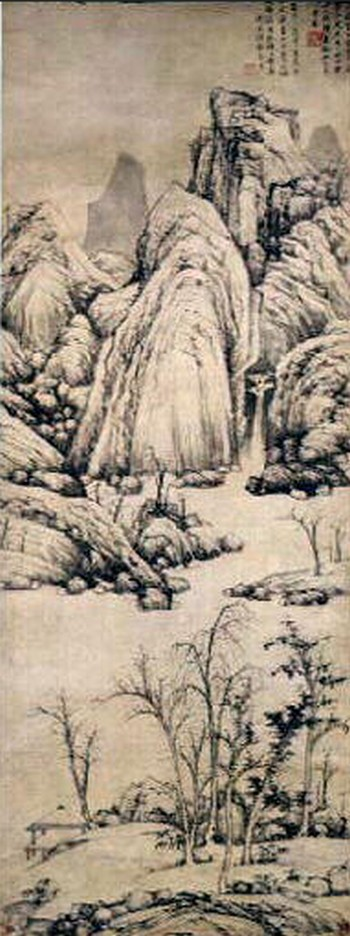
Landscape Mountain or Retreat in the Mountains by Liu Jue, Museu Guimet

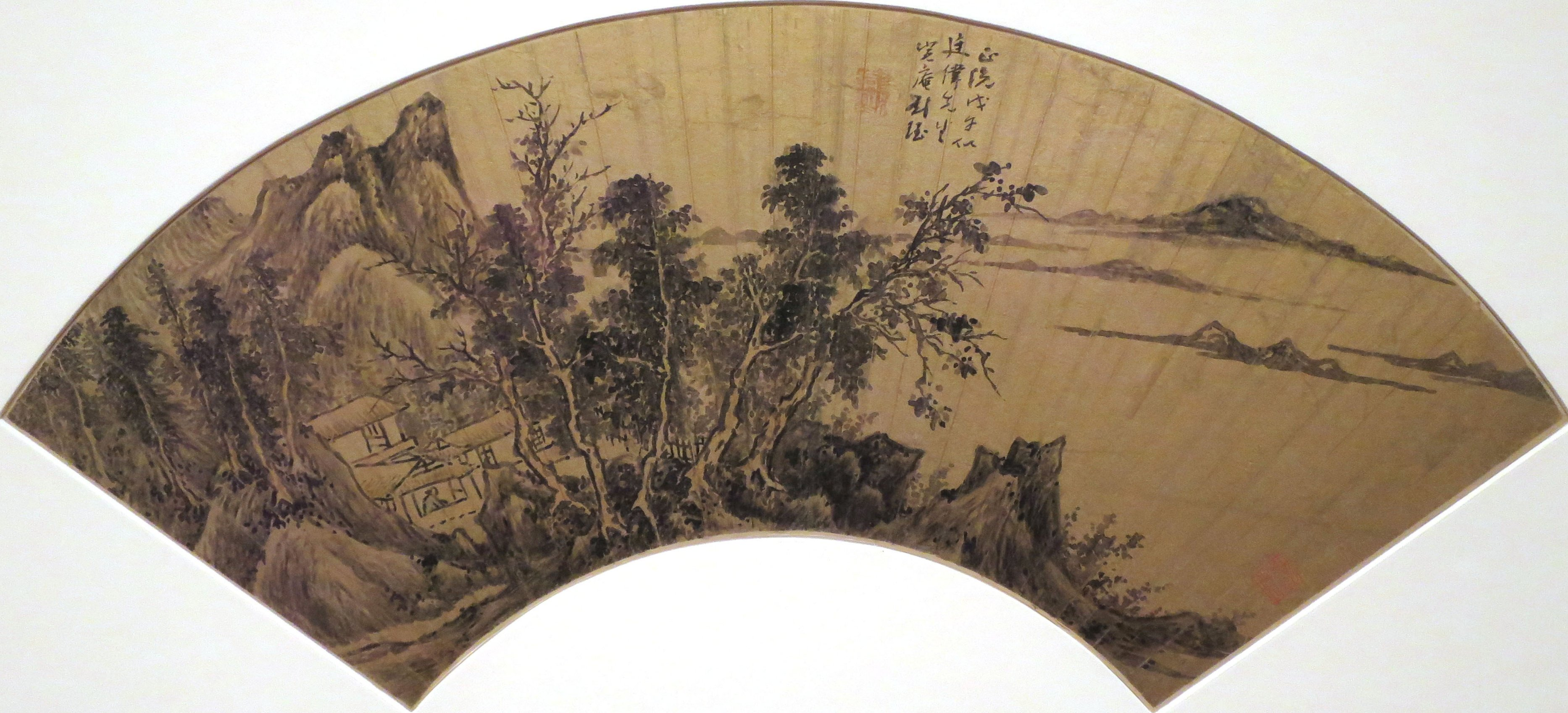
"Paisatge" (Museu d'Art de Honolulu)

Liu Jue (xinès simplificat: 刘珏; xinès tradicional: 劉玨; pinyin: Liú Jué), conegut també com a Tingmei i Wan'an, va ser un pintor, cal·lígraf i poeta xinès que va viure sota la dinastia Ming. Liu hauria nascut a Changzhou, província de Jiangsu vers l'any 1409 (la data exacta no es coneix) i va morir el 1472.
A l'inici de la dinastia Ming dues escoles es confronten: la dels professionals i la dels lletrats. Els primers són tradicionalistes, seguint l'estil de la dinastia Song del Sud. Els segons, més aviat amateurs, també es dediquen a la poesia i la cal·ligrafia però, en canvi, inspirant-se en l'estil dels Yuan, mostren més llibertat a l'hora de pintar. Liu Jue està vinculat a l'escola Wu (nom antic de Suzhou. Liu fou conegut com a pintor paisatgista que feia servir el pinzell gruixut que va influenciar l'obra de Shen Zhou. Entre les seves pintures destaquen; “Retir a la muntanya” i “Pavelló Qingbai”. Es troben obres seves en els següents museus: Museu Guimet de París (França), Museu del Palau de Pequín (Xina) i Museu Nacional del Palau de Taipei (Taiwan).